# Dějiny internetu
Dějiny internetu jsou spojeny se vznikem počítačů (zejména po roce 1945) a jejich následné propojení do počítačových sítí, které jim umožnovaly vzájemně komunikovat. Přímým impulzem vzniku první sítě byla studená válka mezi USA a SSSR, a to vypuštění první družice Sputnik 1 Sovětským svazem 4. října 1957. Ve Spojených státech si uvědomili, že Sovětský svaz je v komickém programu před nimi a ovládnutí kosmického prostoru by znamenalo i jeho potenciální využití pro vojenské účely s hrozbou zničení komunikační infrastruktury protivníka. Tuto hrozbu dále umocnil vývoj jaderných zbraní. 
Odpovědí na riziko bylo v roce 1958 založení agentury ARPA (později přejmenována na DARPA) ministerstvem obrany USA. Jejím úkolem byl vývoj komunikační sítě bez centrálního řídícího uzlu, jehož zničení by znamenalo kolaps celé sítě. Měla být vyvinuta decentralizovaná síť, bez centrálního řídícího uzlu. Cílem bylo, aby počítačová síť byla funkční i při výpadku nebo zničení některé její části. 29. října 1969 byla spuštěna síť ARPANET. Za zakladatele jsou považováni Robert William Taylor, který vedl vývoj sítě a Vinton Cerf a Robert Kahn, kteří vytvořili komunikační protokoly TCP/IP.
Jakmile se síť stala mezinárodní, byla pojmenována Internet.

## ARPANET
Vznikem agentury ARPA by zahájen výzkum možností sestavení decentralizované počítačové sítě. V té době začala pracovat skupina počítačových odborníků pod vedením Josepha C. R. Licklidera na tehdy revolučním konceptu paketových sítí založených na principech, na nichž stojí Internet dodnes.
Přední telekomunikační společnosti i většina výzkumných pracovišť té doby považovaly myšlenku paketových peer-to-peer sítí za nesmysl. Státní obranné kruhy reprezentované agenturou ARPA v nich naopak viděly významný potenciál, protože byly díky decentralizaci robustnější než klasická telefonní síť.
V létě roku 1968 vypsala ARPA tendr na vývoj paketové sítě. Projekt nesl jméno ARPANET, přihlásilo se do něj dvanáct účastníků, ale žádná velká firma jako IBM či AT&T. Ty paketové sítě nadále ignorovali. Vítězem se stala firma Bolt, Beranek and Newman (BBN). Ta do projektu zapojila čtyři univerzitní pracoviště – Stanfordovu univerzitu, Univerzitu v Utahu, Kalifornskou univerzitu v Santa Barbaře a Los Angeles. První topologie ARPANETu propojovala právě tyto čtyři univerzity.
BBN vyvíjela jádro sítě, univerzity potom základní software, jehož prostřednictvím by jejich koncové, tehdy sálové počítače, mohly spolu komunikovat. Historicky první zpráva ARPANETu byla odeslána 29. října v půl jedenácté večer a směrovala z Los Angeles do Stanfordu. Zpráva zněla: „LO”. Mělo to tedy být celé slovo „LOGIN”, ale software se po odeslání dvou znaků zhroutil. Chyba byla obratem opravena a komunikace se rozběhla.

## Počátky internetu
Jako první byla dálková komunikace mezi počítači vyvinuta pro poloautomatické vojenské radarové systémy (AN/FSQ-7) a jejich obdobu v automatických rezervačních systémech aerolinií na konci 50. let 20. století.
Pojem datové komunikace — přenos dat mezi dvěma různými místy, propojenými přes nějaký druh elektromagnetického média, jako je rádio nebo elektrický drát — ve skutečnosti předchází zavedení prvních počítačů. Takové komunikační systémy byly většinou omezené „point to point“ komunikací mezi dvěma koncovými zařízeními. Telegrafické systémy a dálnopisné stroje mohou být považovány za časné předchůdce tohoto druhu komunikace. Dříve počítače používaly technologii, která byla v té době dostupná ke komunikaci mezi centrální procesovou jednotkou (CPU) a vzdáleným terminálem. Jak se vyvíjela technologie, nové systémy byly navrženy k umožnění komunikace na velké vzdálenosti (pro terminály) nebo s vyšší rychlostí (pro propojení lokálních zařízení), které byly nezbytné pro model mainframe počítačů. Pomocí těchto technologií bylo možné vyměňovat data (například soubory) mezi vzdálenými počítači. Nicméně, „point to point“ model komunikace byl omezen, neboť neumožňoval přímou komunikaci mezi dvěma libovolnými systémy; fyzické spojení bylo nezbytné. Tato technologie byla také považována za nebezpečnou pro strategické a vojenské použití, protože zde nebyly alternativní způsoby pro komunikaci v případě nepřátelského útoku.
Jako reakce na několik výzkumných programů se začaly zkoumat a formulovat principy komunikace mezi fyzicky oddělenými systémy, což vedlo k vývoji modelu přepojování paketů v digitální síti. Tyto výzkumy prováděly laboratoře Vinton G. Cerf na Stanfordově University, Donald Davies (NPL), Paul Baran (RAND Corporation) a Leonard Kleinrock na MIT a na UCLA. Tento výzkum vedl k vývoji několika „packet-switched“ síťového řešení v pozdních 60. a 70. letech 20. století, včetně ARPANET, Telnet a protokol X.25. Kromě toho, přístup veřejnosti a fanouškovských síťových systémů vzrůstaly na popularitě, včetně „unix-to-unix copy (UUCP)“ a FidoNet. Nicméně stále byli nesouvisle odděleny sítěmi, mezi kterými sloužilo pouze omezené množství bran. To vedlo k aplikačnímu přepínání paketů a k vývoji protokolu pro síťování, kde by mohlo být více různých sítí spojeno v rámci super sítě. Definicí jednoduchého běžného síťového systému, sady komunikačních protokolů, by mohla být koncepce sítě oddělena od jeho fyzické realizace. Toto rozšíření síťování začalo tvořit myšlenku globální sítě, která by byla nazvána Internet; na základě standardizovaných protokolů byla oficiálně realizována v roce 1982. K rychlému přijetí a propojení došlo přes moderní sítě západního světa, poté začal Internet pronikat i do okolního světa; de facto se stal vnitrostátním standardem globální sítě. Nicméně, nepoměr růstu mezi vyspělými zeměmi a zeměmi třetího světa vedl k digitální propasti, která zůstává dodnes.[zdroj?]
V závislosti na trhu a zavedení soukromých poskytovatelů internetového připojení (providerů) v 80. letech, a rozmachu internetové zábavy v 90. letech 20. století, měl internet drastický dopad na kulturu a obchod. To zahrnovalo vzestup elektronické pošty (email), na textu založená diskusní fóra a WWW (World Wide Web). Spekulace investorů v nových trzích vzniklých těmito inovacemi mohou také vést k inflaci a dodatečnému kolapsu „Dot-com bubble“. Ale i přesto internet stále roste, vedený komercí, větším množstvím on-line informací a vědění a sociálních sítí známých jako Web 2.0.

## Tři terminály a ARPA
V 50. letech a začátkem let 60., předtím než se rozšířilo síťování, které vedlo k internetu, většina komunikačních sítí byla limitována v tom, že komunikace byla povolena jen mezi stanicí a sítí. Některé sítě měly mezi sebou brány nebo mosty, ale tyto mosty byly často limitovány nebo stavěny na konkrétní situaci.

## Hlavní události
- 4. října 1957 – vypuštění družice Sputnik 1 Sovětským svazem,
- 1958 – založení agentury ARPA (později přejmenována na DARPA) ministerstvem obrany USA,
- 1962 – vzniká projekt počítačového výzkumu agentury ARPA,[4]
- 29. října 1969 – vytvořena experimentální síť ARPANET se 4 počítači (uzly), na 4 amerických univerzitách,
- 1972 – ARPANET rozšířena na cca 20 směrovačů a 50 počítačů, použit protokol NCP (Network Control Program),
- 1972 – Ray Tomlinson vyvíjí první e-mailový programm
- 1973 – zveřejněna idea vedoucí později k TCP/IP jako náhrady za stávající protokol NCP,
- 1976 – první kniha o ARPANETu,
- 1979 - omylem přeťat velmi důležitý kabel v Tichém oceánu.
- 1980 – vydáno RFC 760, které popisuje IPv4, experimentální provoz TCP/IP v síti ARPANET
- 1983 – z ARPANETu oddělena síť MILNET (Military Network), TCP/IP přeneseno do komerční sféry (Sun), zavedeno DNS (Domain Name System)
- 1984 – vyvinut program BIND pro DNS, k ARPANETu připojeno pouhých 1000 počítačů
- 1985 – zahájen program NSFNET, sponzoruje rozvoj sítě ve výši 200 mil. dolarů, první komerční služby
- 1987 – vzniká pojem „Internet“
- 1987 – v síti je propojeno 27 000 počítačů
- 1989 – Tim Berners-Lee publikuje návrh vývoje WWW (Information Management: A Proposal)
- 1990 – Tim Berners-Lee a Robert Cailliau publikují koncept hypertextu
- 1990 – končí ARPANET
- 1991 – nasazení WWW v evropské laboratoři CERN
- 1992 – připojen Bílý dům v USA,
- 1992 – připojeno Československo (13. února připojeno ČVUT v pražských Dejvicích)[5]
- 1993 – Marc Andreessen vyvíjí Mosaic, první WWW prohlížeč, a dává ho zdarma k dispozici
- 1994 – vyvinut prohlížeč Netscape Navigator
- 1994 – Internet se komercionalizuje
- 1996 – 55 milionů uživatelů
- 1998 – v České republice probíhá první ročník kampaně Březen – měsíc Internetu (konané každoročně až do roku 2008)
- 1999 – rozšiřuje se Napster
- 2000 – 250 milionů uživatelů
- 2003 – 600 milionů uživatelů
- 2005 – 900 milionů uživatelů
- 2009 – 1,8 miliardy uživatelů[6]
- 2010 – ve Finsku jako první zemi na světě mají lidé podle zákona nárok na Internet[7]
- 2010 - přes 2 miliardy uživatelů
- 2011 - došlo k vyčerpání adres protokolu IPv4
- 2011 - 8. června mezinárodní den IPv6

### Historie WWW
Nejzajímavější složkou historie Internetu jsou samotné webové stránky. Existuje několik služeb, které poskytují pohled na stránky, jak v daném období přibližně vypadaly. Takovýmto službám se říká webarchiv. Ukázka Google z roku 1999
Vývoj WWW prošel několika etapami, které lze označit jako web 1.0, web 2.0 a web 3.0.